# Santa María de la Paz
Santa María de la Paz è una municipalità dello stato di Zacatecas, nel Messico centrale, il cui capoluogo è la località omonima.
Conta 2.821 abitanti (2010) e ha una estensione di 279,77 km².